# SexArt
SexArt és un estudi de cinema i lloc web de pagament pornogràfic estatunidenc dedicat a la producció de pel·lícules tant de temàtica general eròtica com de pornografia softcore.

## Història
El lloc va ser obert a l'abril de 2012 per MetArt, conglomerat especialitzat en els gèneres de fotografia eròtica i nua. El lloc difereix de la seva matriu en dedicar-se també a la filmació de pel·lícules i escenes més hardcore. Juntament amb Metart, de The Life Erotic, Viv Thomas i altres, SexArt inclòs en la xarxa de MetArt Network. Ocupa el segon lloc en popularitat entre tots els llocs de la companyia HLP General Partners, només superat per MetArt. Les seves pel·lícules són distribuïdes sota el segell de New Sensations.
El lloc ha rebut repetidament diversos premis en el camp de la indústria del porno, inclosos un premi AVN en la categoria de Millor lloc web glamurós (2015), alguns premis XBIZ al lloc web eròtic de l'any (2013, 2016, 2020) i el Premi XBIZ Europa en la mateixa categoria (2018, 2019). El gener de 2016, la pel·lícula Waltz With Me, protagonitzada per Amarna Miller i Taylor Sands i coproduïda per SexArt, MetArt i Girlfriends Films, va guanyar dos premis AVN en les categories de Millor direcció - producció de curtmetratge estranger (Alice Lokanta) i Millor col·lecció de curtmetratges estrangers.

## Estadístiques
Segons Alexa Internet, al juliol de 2020, les estadístiques del trànsit del lloc SexArt (rànquing de lloc) eren de 75 593 (qualificació global) i 71 085 (qualificació als Estats Units).

## Premis distingits a l'estudi
| Any  | Cerimònia          | Resultat  | Premi                        |
| ---- | ------------------ | --------- | ---------------------------- |
| 2013 | Premis AVN         | Nominat   | Millor lloc fotogràfic       |
| 2013 | Premis RISE        | Guanyador | Millor lloc nou              |
| 2013 | Premis XBIZ        | Guanyador | Lloc glamur de l'any         |
| 2014 | Premis AVN         | Nominat   | Millor lloc web atractiu     |
| 2014 | Premis RISE        | Guanyador | Oscar al porno de qualitat   |
| 2014 | Premis XBIZ        | Nominat   | Lloc glamcore de l'any       |
| 2015 | Premis AVN         | Guanyador | Millor lloc web atractiu     |
| 2015 | Premis RISE        | Guanyador | Oscar al porno de qualitat   |
| 2015 | Premis XBIZ        | Nominat   | Lloc porno de l'any - eròtic |
| 2016 | Premis XBIZ        | Guanyador | Lloc porno de l'any - eròtic |
| 2017 | Premis AVN         | Nominat   | Millor lloc web de registre  |
| 2017 | Premis XBIZ        | Nominat   | Lloc porno de l'any - eròtic |
| 2018 | Premis XBIZ        | Nominat   | Lloc eròtic de l'any         |
| 2018 | Premis XBIZ Europa | Guanyador | Lloc eròtic de l'any         |
| 2019 | Premis Fleshbot    | Nominat   | Mejor sitio de pago          |
| 2019 | Premis XBIZ        | Nominat   | Lloc eròtic de l'any         |
| 2019 | Premis XBIZ Europa | Guanyador | Lloc eròtic de l'any         |
| 2020 | Premis XBIZ        | Guanyador | Lloc eròtic de l'any         |